# Аншейд, Ханс Георг
Ханс Георг Аншейд (нем. Hans Georg Anscheidt; род. 23 декабря 1935, Кёнигсберг (ныне Калининград), Свободное государство Пруссия, Германское государство) — немецкий мотогонщик, трёхкратный чемпион мира по шоссейно-кольцевых мотогонок серии MotoGP в классе 50сс (1966—1968).

## Биография
Ханс Георг Аншей работал автомехаником, с его ростом 166 см особенно подходил для мотогонок в малокубовых классах. Свою карьеру начал с выступлений на мотоциклах марки Kreidler в классе 50 см³. В 1961 году Аншейд стал чемпионом Европы в классе 50сс.
С сезона 1962 Ханс дебютировал в чемпионате мира по шоссейно-кольцевым мотогонкам MotoGP в новом классе 50сс. Уже в дебютной гонке сезона на Мото Гран-при Испании он праздновал победу. Прибавив к этому еще одну победу (Гран-При Наций) и 7 подиумов в 8 гонках, в которых принимал участие, Аншейд завершил чемпионат на 2-м месте в общем зачёте, уступив соотечественнику Эрнсту Дегнеру.
Следующий сезон был более успешным: три победы (в Испании, Франции и Финляндии) в 7 гонках, в общем счёте 5 подиумов, однако вновь лишь второе место в общем зачёте. Чемпионом с преимуществом в 2 очка стал новозеландец Хью Андерсон, который провёл на 1 гонку больше.
Сезон 1964 года стал несколько хуже предыдущих — лишь одна победа (снова на Гран-При Испании), всего 4 подиумы и третье место в общем зачете.
Все три сезона Ханс выступал на мотоцикле Kreidler, а чемпионами становились непременно гонщики на Suzuki. Возможно, именно это повлияло на изменение Аншейдом мотоцикла: сезон 1965 года он провёл на Suzuki RK66, достаточно уникальной модели, как на сегодняшний момент. В частности, двигатель имел 2 цилиндра (при общем рабочем объёме 50 см³), коробка переключения передач имела 14 скоростей (в наши времена разрешено 6), а максимальная мощность достигала 12,9 кВт при 28,8 тыс.об./мин. В течение года Аншейд принял участие в трёх гонках класса 50сс, заняв в общем зачёте лишь 7-е место. В том году он также дебютировал в классе 125сс, приняв участие в Гран-При Наций на Kreidler (5-е место).
Следующий, 1966 год стал для Аншейда успешным. Хотя он принял участие лишь в  гонках класса 50сс, однако две победы (в Западной Германии и на Гран-При Наций) и четыре подиумы позволили ему впервые в карьере стать чемпионом мира. Также он провёл одну гонку в классе 125сс.
В сезоне 1967 года Ханс вновь стал чемпионом мира в классе 50сс. Для этого ему оказалось достаточно трёх побед в 7 гонках. Кроме этого, он провёл две гонки в классе 125сс, оба раза финишировав на 2-м месте. После окончания сезона команда Suzuki покинула чемпионат из-за изменения правил, однако Аншейду было разрешено выступать в следующем году на японском мотоцикле в частном порядке, правда, на мотоцикле спецификации предыдущего года.
Сезон 1968 года подарил ему третье подряд чемпионство в классе 50сс. Для этого Аншейду хватило 4 гонки: в трёх он победил, в четвёртой занял второе место. Он стал первым гонщиком — трёхкратным чемпионом мира в классе 50сс. Позже его достижение смог повторить Хорхе Мартинес («Аспар»), а Штефан Дерфлингер и Анхель Ньето его превзошли (4 и 6 чемпионств соответственно). Также он стал последним гонщиком, который выиграл чемпионат для Suzuki.

## Память
В 1976 году Ханс Георг Аншейд за свои спортивные достижения был удостоен выпуска почтовой марки в Экваториальной Гвинее.